# Turner Cup

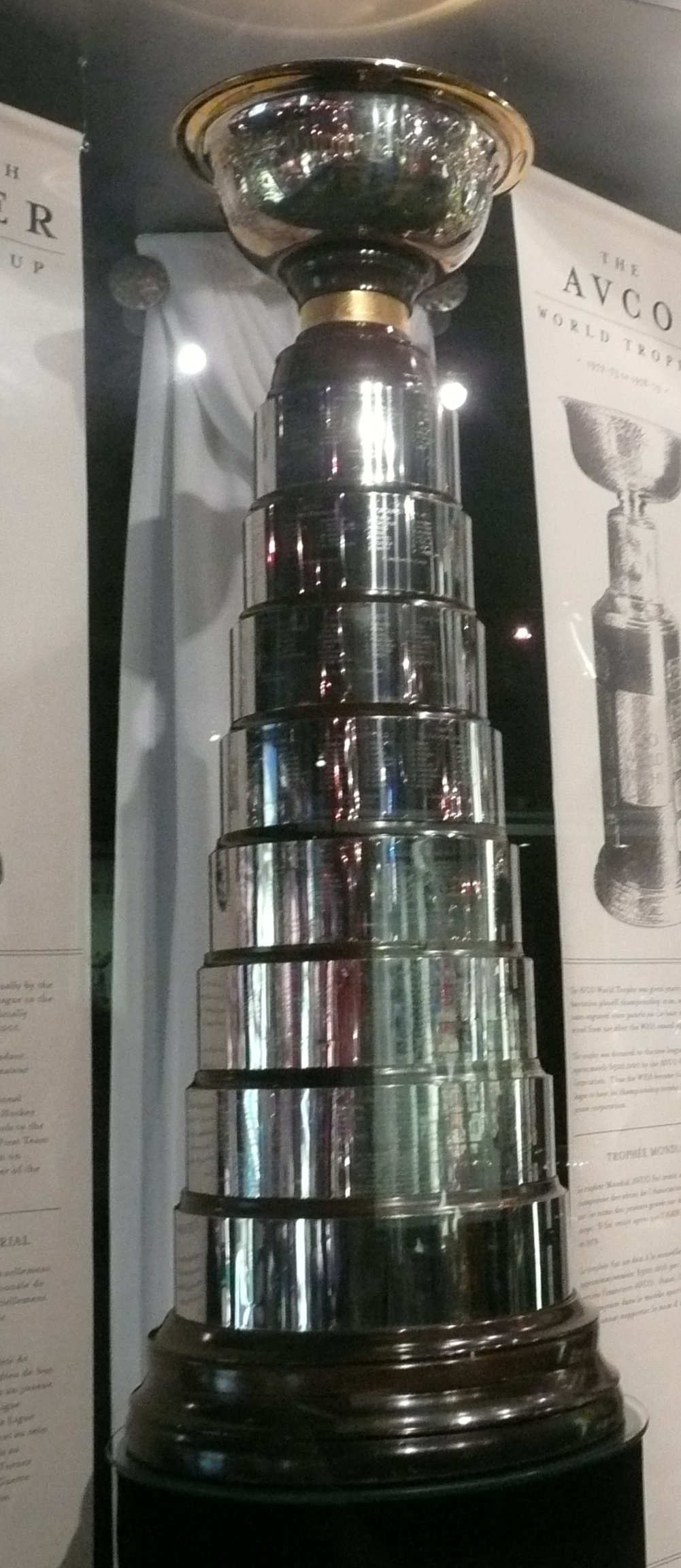
Turner Cup

Turner Cup (řidčeji Turneův pohár) byla mistrovská trofej Mezinárodní hokejové ligy (IHL). Pohár byl pojmenován po bývalém brankáři Joem Turnerovi, který byl zabit v Belgii během druhé světové války, když sloužil u armády Spojených států. Trofej byla předavána vítězi ligy playoff v období 1945 - 2001. Při posledním předavání trofeje liga zanikla a byla předána do hokejové síně slávy v Torontu, Ontario, Kanada. V červenci 2007, se opět hrála liga pod oficiálním názvem International Hockey League (2007-2010). Liga přednesla požadavek k hokejové síně slávy, aby se pro vítěze opět předávala trofej Turner Cupu. 24. září 2007 byla obnovena činnost trofeje, jako pocta bývalé ligy IHL 1945-2001. Liga byla aktivní v období 2007 - 2010, protože se její název opět změnil zpět na United Hockey League, trofej byla opět vracena do hokejové síně slávy.

## Vítěz a finalista
| Sezóna  | Vítěz                     | Finalista                  | Série |
| ------- | ------------------------- | -------------------------- | ----- |
| 1945-46 | Detroit Auto Club         | Detroit Bright's Goodyears | 2-1   |
| 1946-47 | Windsor Spitfires         | Detroit Bright's Goodyears | 3-0   |
| 1947-48 | Toledo Mercurys           | Windsor Hettche Spitfires  | 4-1   |
| 1948-49 | Windsor Hettche Spitfires | Toledo Mercurys            | 4-3   |
| 1949-50 | Chatham Maroons           | Sarnia Sailors             | 4-3   |
| 1950-51 | Toledo Mercurys           | Grand Rapids Rockets       | 4-1   |
| 1951-52 | Toledo Mercurys           | Grand Rapids Rockets       | 4-2   |
| 1952-53 | Cincinnati Mohawks        | Grand Rapids Rockets       | 4-0   |
| 1953-54 | Cincinnati Mohawks        | Johnstown Jets             | 4-2   |
| 1954-55 | Cincinnati Mohawks        | Troy Bruins                | 4-3   |
| 1955-56 | Cincinnati Mohawks        | Toledo-Marion Mercurys     | 4-0   |
| 1956-57 | Cincinnati Mohawks        | Indianapolis Chiefs        | 3-0   |
| 1957-58 | Indianapolis Chiefs       | Louisville Rebels          | 4-3   |
| 1958-59 | Louisville Rebels         | Fort Wayne Komets          | 4-2   |
| 1959-60 | St. Paul Saints           | Fort Wayne Komets          | 4-3   |
| 1960-61 | St. Paul Saints           | Muskegon Zephyrs           | 4-1   |
| 1961-62 | Muskegon Zephyrs          | St. Paul Saints            | 4-0   |
| 1962-63 | Fort Wayne Komets         | Minneapolis Millers        | 4-1   |
| 1963-64 | Toledo Blades             | Fort Wayne Komets          | 4-2   |
| 1964-65 | Fort Wayne Komets         | Des Moines Oak Leafs       | 4-2   |
| 1965-66 | Port Huron Flags          | Dayton Gems                | 4-1   |
| 1966-67 | Toledo Blades             | Fort Wayne Komets          | 4-2   |
| 1967-68 | Muskegon Mohawks          | Dayton Gems                | 4-1   |
| 1968-69 | Dayton Gems               | Muskegon Mohawks           | 3-0   |
| 1969-70 | Dayton Gems               | Port Huron Flags           | 4-3   |
| 1970-71 | Port Huron Flags          | Des Moines Oak Leafs       | 4-2   |
| 1971-72 | Port Huron Wings          | Muskegon Mohawks           | 4-2   |
| 1972-73 | Fort Wayne Komets         | Port Huron Wings           | 4-2   |
| 1973-74 | Des Moines Capitols       | Saginaw Gears              | 4-2   |
| 1974-75 | Toledo Goaldiggers        | Saginaw Gears              | 4-3   |
| 1975-76 | Dayton Gems               | Port Huron Flags           | 4-0   |
| 1976-77 | Saginaw Gears             | Toledo Goaldiggers         | 4-3   |
| 1977-78 | Toledo Goaldiggers        | Port Huron Flags           | 4-3   |
| 1978-79 | Kalamazoo Wings           | Grand Rapids Owls          | 4-3   |
| 1979-80 | Kalamazoo Wings           | Fort Wayne Komets          | 4-2   |
| 1980-81 | Saginaw Gears             | Kalamazoo Wings            | 4-0   |
| 1981-82 | Toledo Goaldiggers        | Saginaw Gears              | 4-1   |
| 1982-83 | Toledo Goaldiggers        | Milwaukee Admirals         | 4-2   |
| 1983-84 | Flint Generals            | Toledo Goaldiggers         | 4-0   |
| 1984-85 | Peoria Rivermen           | Muskegon Lumberjacks       | 4-3   |
| 1985-86 | Muskegon Lumberjacks      | Fort Wayne Komets          | 4-0   |
| 1986-87 | Salt Lake Golden Eagles   | Muskegon Lumberjacks       | 4-2   |
| 1987-88 | Salt Lake Golden Eagles   | Flint Spirits              | 4-2   |
| 1988-89 | Muskegon Lumberjacks      | Salt Lake Golden Eagles    | 4-1   |
| 1989-90 | Indianapolis Ice          | Muskegon Lumberjacks       | 4-0   |
| 1990-91 | Peoria Rivermen           | Fort Wayne Komets          | 4-2   |
| 1991-92 | Kansas City Blades        | Muskegon Lumberjacks       | 4-0   |
| 1992-93 | Fort Wayne Komets         | San Diego Gulls            | 4-0   |
| 1993-94 | Atlanta Knights           | Fort Wayne Komets          | 4-2   |
| 1994-95 | Denver Grizzlies          | Kansas City Blades         | 4-0   |
| 1995-96 | Utah Grizzlies            | Orlando Solar Bears        | 4-0   |
| 1996-97 | Detroit Vipers            | Long Beach Ice Dogs        | 4-2   |
| 1997-98 | Chicago Wolves            | Detroit Vipers             | 4-3   |
| 1998-99 | Houston Aeros             | Orlando Solar Bears        | 4-3   |
| 1999-00 | Chicago Wolves            | Grand Rapids Griffins      | 4-2   |
| 2000-01 | Orlando Solar Bears       | Chicago Wolves             | 4-1   |
| 2007-08 | Fort Wayne Komets         | Port Huron Icehawks        | 4-3   |
| 2008-09 | Fort Wayne Komets         | Muskegon Lumberjacks       | 4-1   |
| 2009-10 | Fort Wayne Komets         | Flint Generals             | 4-1   |

## Vítězové Turner Cupu
| Počet vítězství | Klub                                                 | Roky                                     |
| --------------- | ---------------------------------------------------- | ---------------------------------------- |
| 7               | Fort Wayne Komets                                    | 1963, 1965, 1973, 1993, 2008, 2009, 2010 |
| 5               | Cincinnati Mohawks                                   | 1953, 1954, 1955, 1956, 1957             |
| 4               | Toledo Goaldiggers                                   | 1975, 1978, 1982, 1983                   |
| 4               | Muskegon Zephyrs (1) / Mohawks (1) / Lumberjacks (2) | 1962, 1968, 1986, 1989                   |
| 3               | Toledo Mercurys                                      | 1948, 1951, 1952                         |
| 3               | Port Huron Flags (2) / Wings (1)                     | 1966, 1971, 1972                         |
| 3               | Dayton Gems                                          | 1969, 1970, 1976                         |
| 3               | Salt Lake Golden Eagles (2) / Detroit Vipers (1)     | 1987, 1988, 1997                         |
| 2               | Windsor Hettche Spitfires                            | 1947, 1949                               |
| 2               | St. Paul Saints                                      | 1960, 1961                               |
| 2               | Toledo Blades                                        | 1964, 1967                               |
| 2               | Saginaw Gears                                        | 1977, 1981                               |
| 2               | Kalamazoo Wings                                      | 1979, 1980                               |
| 2               | Peoria Rivermen                                      | 1985, 1991                               |
| 2               | Denver / Utah Grizzlies                              | 1995, 1996                               |
| 2               | Chicago Wolves                                       | 1998, 2000                               |
| 1               | Detroit Auto Club                                    | 1946                                     |
| 1               | Chatham Maroons                                      | 1950                                     |
| 1               | Indianapolis Chiefs                                  | 1958                                     |
| 1               | Louisville Rebels                                    | 1959                                     |
| 1               | Des Moines Capitols                                  | 1974                                     |
| 1               | Flint Generals                                       | 1984                                     |
| 1               | Indianapolis Ice                                     | 1990                                     |
| 1               | Kansas City Blades                                   | 1992                                     |
| 1               | Atlanta Knights                                      | 1994                                     |
| 1               | Houston Aeros                                        | 1999                                     |
| 1               | Orlando Solar Bears                                  | 2001                                     |